# Elias (philosophe)
Pour les articles homonymes, voir Elias.
 (juillet 2010).
Si vous disposez d'ouvrages ou d'articles de référence ou si vous connaissez des sites web de qualité traitant du thème abordé ici, merci de compléter l'article en donnant les références utiles à sa vérifiabilité et en les liant à la section « Notes et références ».
Elias est un philosophe de l'Antiquité tardive, appartenant à l'École néoplatonicienne d'Alexandrie, et dont on a conservé un certain nombre de cours portant tous sur l'Organon d'Aristote. L'opinion traditionnelle est qu'Elias était un disciple d'Olympiodore (né entre 495 et 505, mort après 565), et cette vue est parfaitement confirmée par une comparaison entre les deux œuvres, entre lesquelles existent de nombreux parallèles textuels. Elias a dû suivre également les cours de Jean Philopon (v. 490-v. 575).
Son nom et son statut social indiquent qu'il était chrétien : en effet, le titre d'un de ses commentaires le présente comme « apoéparque », ce qui paraît avoir été un titre de noblesse éventuellement attribué à des hommes de lettres, mais à condition qu'ils fussent chrétiens. Ce trait le distingue de son maître Olympiodore, qui était certainement païen. Cependant ses convictions chrétiennes n'influent guère sur ses commentaires philosophiques, hormis le fait que, comme Philopon, il admet la possibilité des miracles. Quant aux incises du genre « selon les fausses doctrines des philosophes païens » qui figurent dans ses textes, on ne peut pas savoir par quel sentiment elles étaient inspirées, ou si, tout simplement, elles n'ont pas été ajoutées par un copiste postérieur.
Des cours d'Elias, les textes suivants ont été conservés : Prolégomènes à la philosophie ; Commentaire de l'Isagogè ; Prolégomènes à Aristote ; Commentaire des Catégories. Ont également subsisté le début d'un Commentaire des Premiers Analytiques et quelques scolies sur le De Interpretatione.
Il dit lui-même, dans son cours sur les Catégories, qu'il enseignait la philosophie d'Aristote en préliminaire de celle de Platon. Une référence dans son cours sur l'Isagogè prouve qu'il en a également donné un sur le De sectis de Galien.

## Édition des textes
- Elias, In Porphyrii Isagogen et Aristotelis Categorias comm., éd. A. Busse (CAG, XVIII 1, 1900).